# Euskadiko Mugimendu Komunista
 (octobre 2018).
Si vous disposez d'ouvrages ou d'articles de référence ou si vous connaissez des sites web de qualité traitant du thème abordé ici, merci de compléter l'article en donnant les références utiles à sa vérifiabilité et en les liant à la section « Notes et références ».
Le Mouvement communiste d'Euskadi (Euskadiko Mugimendu Komunista en basque, EMK) était un parti politique espagnol d'idéologie communiste, actif en Navarre et au Pays basque, fondé en 1966 et dissous en 1991. Au niveau national, ce parti se coordonnait avec le Mouvement communiste d'Espagne, dont il était fondateur.
Parmi ses leaders les plus connus ont figuré Patxi Iturrioz, Eugenio del Río, Rosa Olivares Txertudi, Milagros Rubio, Jesús Urra Bidaurre et les frères Javier et Ignacio Álvarez Dorronsoro.

## Histoire

### Premières années
À la fin des années 1960, l'organisation nationaliste basque Euskadi ta Askatasuna (ETA) connut une scission de caractère ouvriériste qui adopta, entre 1966 et 1969, le nom d'ETA Berri (Nouvelle ETA). Transformée par la suite en Komunistak-Mouvement Communiste Basque (Komunistak, Movimiento Comunista Vasco), cette organisation souhaitait se fédérer avec d'autres petits partis communistes du reste de l'Espagne au sein du Mouvement communiste d'Espagne. En 1972, cela donna naissance à un parti politique appelé Mouvement communiste d'Euskadi (MCE-EMK, Movimiento Comunista de Euskadi-Euskadiko Mugimendu Komunista).
Si, au départ, le parti était plutôt soumis aux influences trotskistes, il adopta par la suite l'idéologie maoïste par affinité avec la révolution culturelle chinoise. Avec le temps, l'héritage idéologique reçu fut progressivement abandonné (marxisme, léninisme, maoïsme).
Le parti appartenait à la Plateforme de convergence démocratique, un organisme créé en 1975 par une grande partie de l'opposition à la dictature franquiste. Il participa de manière active aux révoltes et mouvements ouvriers de l'époque et essaya, avec d'autres organisations, de créer une coordination de la gauche révolutionnaire, qui finalement ne fut pas possible, malgré la tentative existant avec Euskal Erakunde Herritarra en 1977.

### Transition démocratique et participation électorale
Pour les premières élections générales après à la mort de Franco en 1977, EMK faisait partie, avec Euskal Iraultzarako Alderdia (EIA), de la coalition électorale Euskadiko Ezkerra (EE) pour le Pays basque. Son candidat, Patxi Iturrioz, occupa quelques mois l'unique siège de député obtenu à la suite de la démission de Francisco Letamendia. Dans le même temps, en Navarre, EMK avec Euskal Iraultzarako Alderdia (EIA), l'Organisation de Gauche Communiste (OIC-EKE) et l'Organisation révolutionnaire des travailleurs (ORT) formèrent la coalition électorale Union navarraise de gauche (Unión Navarra de Izquierdas, UNAI), normalement alliée à Euskadiko Ezkerra.
UNAI mandata Jesús Urra à la commission de l'Assemblée des Parlementaires qui préparait, en 1977, l'accord pré-autonomique. Pour autant, en février 1978, EMK se montra en désaccord avec le processus. Par la suite, les décisions d'Euskadiko Ezkerra de reléguer au second plan le candidat d'EMK pour intégrer Juan María Bandrés (sénateur pour EE) au Conseil Général Basque et de donner son vote favorable au Parti nationaliste basque précipitèrent la sortie d'EMK de la coalition, en même temps que l'OIC-EKE (qui intégrera EMK en 1979). Aussi, EIA quitta la coalition UNAI en Navarre. En août 1979, EMK et l'OIC-EKE se prononcèrent pour l'abstention au référendum sur le Statut d'autonomie du Pays basque.

### Les années 1980 et la fin de l'orthodoxie idéologique
Le 2 avril 1983, EMK se détacha du Mouvement Communiste d'Espagne afin d'explorer de nouveaux espaces politiques, ce qui le conduit à appuyer la coalition Auzolan formée par la Liga Komunista Iraultzailea (LKI), Langile Abertzale Iraultzaileen Alderdia (LAIA, l'un des partis fondateurs d'Herri Batasuna) et Nouvelle Gauche (scission d'Euskadiko Ezkerra). À la suite de l'échec électoral d'Auzolan, EMK entama un processus de rapprochement avec la formation trotskiste LKI, adoptant un discours plus proche du nationalisme et demandant à plusieurs reprises le vote pour Herri Batasuna, ce qui a conduit certains historiens à considérer que le parti s'était converti en tant qu'organisation satellite de la coalition abertzale,.
Dans ces années, EMK appuya les luttes sociales, notamment contre le militarisme : campagne contre l'intégration de l'Espagne à l'OTAN au moment du référendum de 1986, soutien au mouvement d'insoumission au service militaire ou encore pour le démantèlement du champ de tir des Bardenas.

### L'union avec la LKI
En 1991, après plusieurs années de collaboration, EMK et LKI décidèrent de s'unir, créant ainsi Zutik (dans la Communauté autonome basque) et Batzarre (en Navarre). À partir de ce moment, plusieurs anciens dirigeants d'EMK procédèrent à une auto-critique concernant leur rapprochement passé avec ETA et Herri Batasuna.